# Даніел Ганчак
Даніел Ганчак (словац. Daniel Hančák; народився 1 березня 1984, Списька Нова Весь, Словаччина) — словацький хокеїст, захисник.  
Вихованець хокейної школи ХК «Спішська Нова Вес». Виступав за «Слован» (Братислава), «Ружинов-99» (Братислава), «Дукла» (Сеніца), ХК «Трнава», ХК «Мартін», «Дукла» (Тренчин), ХК «Спішська Нова Вес».
У складі національної збірної Словаччини провів 4 матчі.
Бронзовий призер Кубка Європейських чемпіонів (2008), чемпіон Словаччини (2005, 2007, 2008), срібний призер (2009), бронзовий призер (2004). Володар Континентального кубка (2004).